# Wereja
Wereja (russisch Верея́) ist eine Kleinstadt mit 5368 Einwohnern (Stand 14. Oktober 2010) in der Oblast Moskau, Russland. Sie liegt am rechten Ufer der Protwa, 111 km südwestlich von Moskau und rund 40 km vom Rajon-Zentrum Naro-Fominsk entfernt. Die mit 20 km nächstgelegene Stadt ist Moschaisk.

## Geschichte
Wereja wurde 1371 erstmals erwähnt und zählt damit zu den ältesten Orten der westlichen Oblast Moskau. Der Name der Stadt bedeutete im russischen Sprachgebrauch des 14. Jahrhunderts so viel wie „Waldstück“.

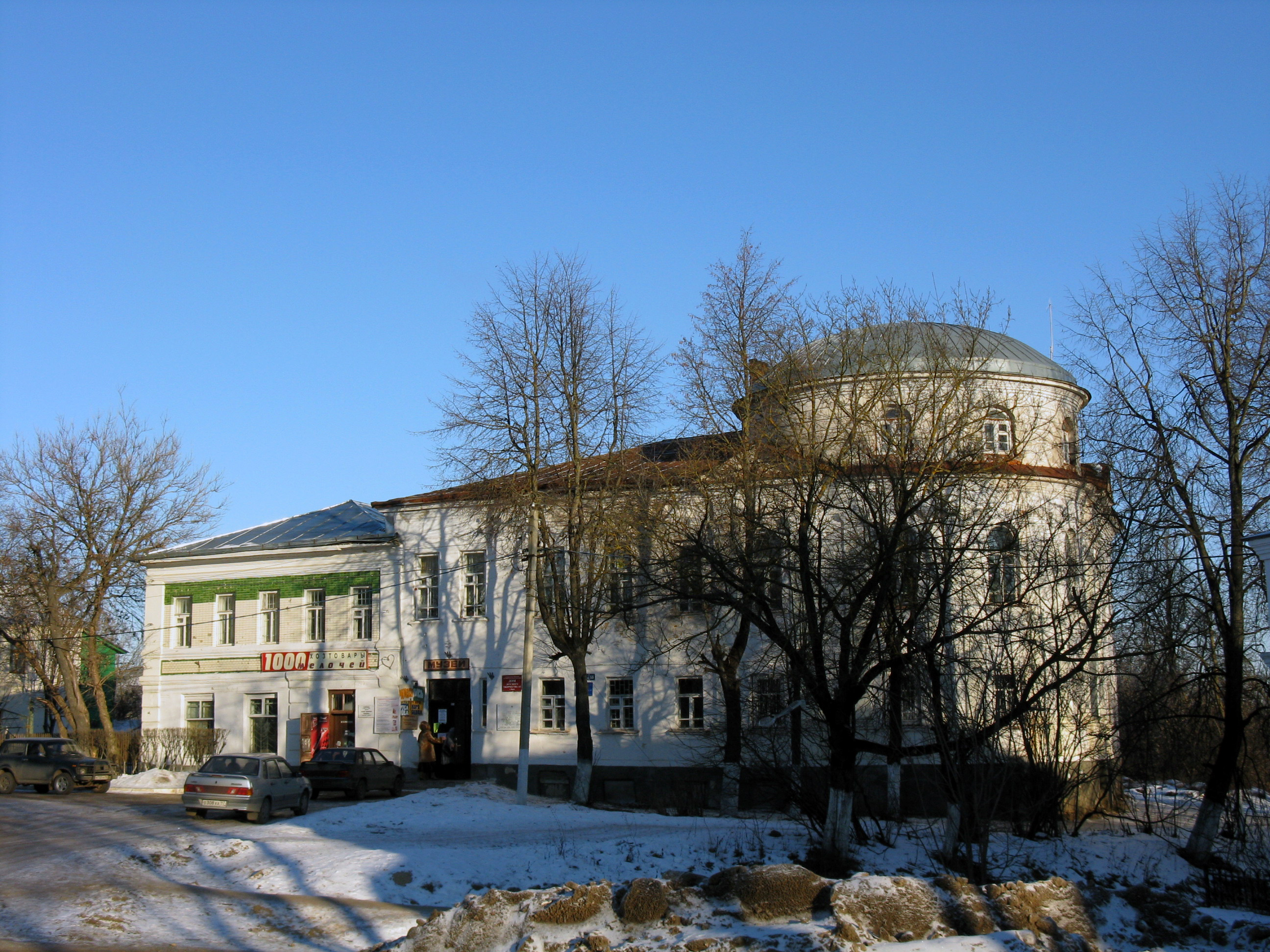
Heimatmuseum Wereja

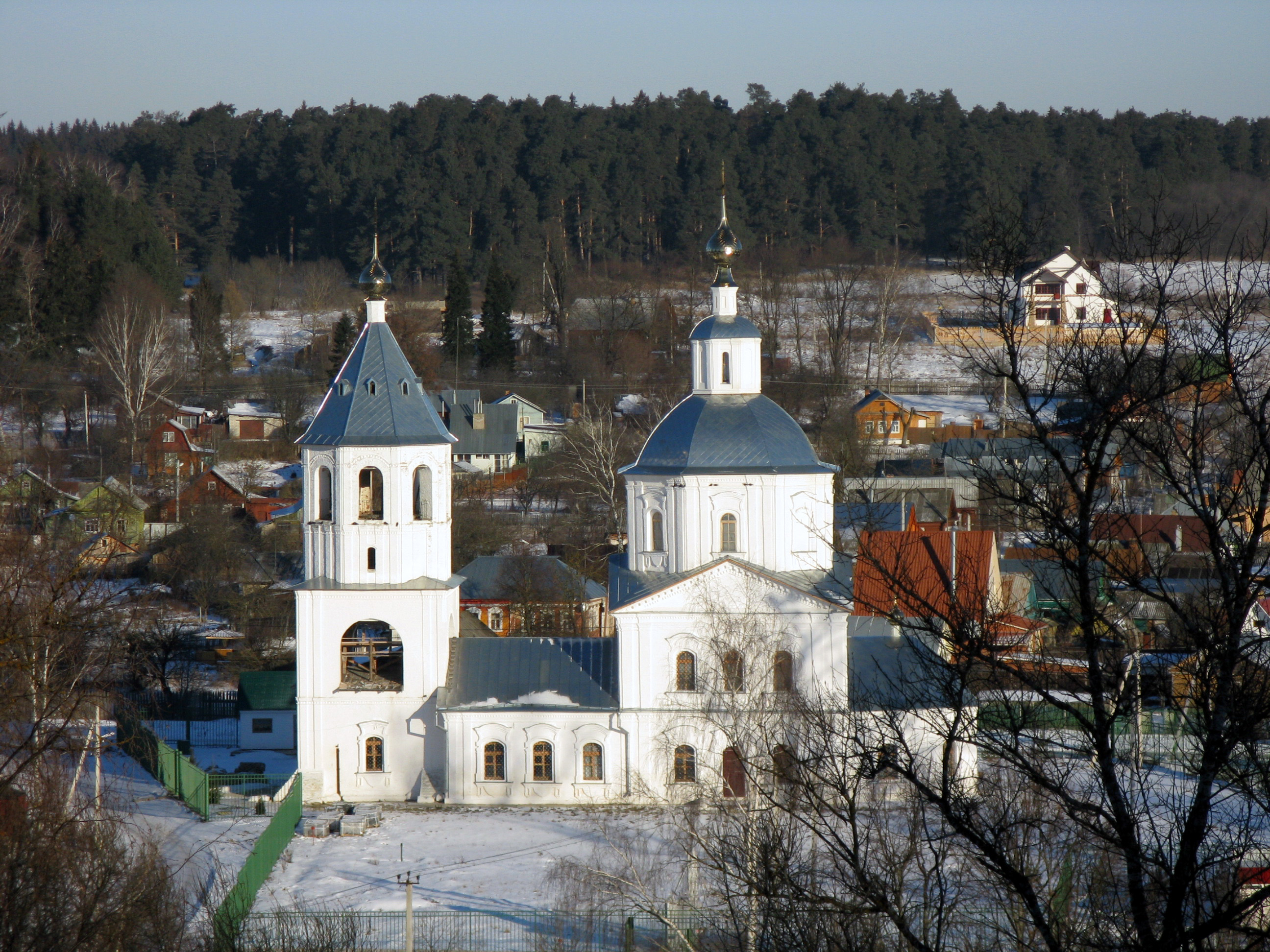
Erscheinungs-Kirche

Die erste Erwähnung erfolgte im Zusammenhang mit einem missglückten litauischen Feldzug gegen Moskowien. Dabei wurde Wereja und einige umliegende Orte stark verwüstet. Aufgrund der Lage westlich von Moskau war das 1382 an Moskowien angeschlossene Wereja auch in den nächsten Jahrzehnten mehrmals Angriffsziel. So wurde es 1410 von Tataren und Anfang des 17. Jahrhunderts von Polen-Litauen verwüstet.
Im 18. Jahrhundert wurde Wereja zu einer aufblühenden Handels- und Handwerksstadt. Zu dieser Zeit wurde es intensiv mit steinernen Häusern und Kirchen bebaut, die zum Teil bis heute erhalten geblieben sind. Einen weiteren Entwicklungsschub gab die Verwaltungsreform unter Katharina der Großen in den 1780er-Jahren. Hierbei erhielt Wereja Stadtrechte und einen Generalplan zur vorwiegend klassizistischen Bebauung. Zu jener Zeit stellte Wereja eine der größten Städte des Moskauer Umlandes dar.
Während des Krieges gegen Napoleon 1812 war Wereja erneut Schauplatz von Kämpfen und zeitweise unter französischer Kontrolle. Bei ihrem Rückzug nach der Schlacht von Malojaroslawez im Oktober 1812 machten die Franzosen Stopp in Wereja und verwüsteten die Stadt.
Im 19. und frühen 20. Jahrhundert verlor Wereja im Wesentlichen seine Bedeutung für den Handel, vor allem da es im Zuge des regen Eisenbahnbaus in Russland keinen Anschluss an das Schienennetz erhielt. Seitdem war Wereja vor allem landwirtschaftlich geprägt. In der Schlacht um Moskau während des Zweiten Weltkrieges war Wereja zeitweise von der Heeresgruppe Mitte besetzt und konnte am 19. Januar 1942 befreit werden.

### Bevölkerungsentwicklung
| Jahr | Einwohner |
| ---- | --------- |
| 1926 | 3400      |
| 1939 | 4856      |
| 1959 | 6413      |
| 1970 | 6197      |
| 1979 | 6015      |
| 1989 | 5606      |
| 2002 | 4957      |
| 2010 | 5368      |

Anmerkung: Volkszählungsdaten (1926 gerundet)

## Sehenswürdigkeiten
- Reste des mittelalterlichen Kremls
- Christi-Geburt-Kirche (1552, Glockenturm 1802)
- Ehemaliges Spasski-Kloster (1670er-Jahre)
- Erscheinungs-Kirche (1777)
- Prophet-Elijah-Kirche (1803)
- Altorthodoxe Gottesmutter-Schutz-und-Fürbitte-Kirche (1907)
- Heimatmuseum

## Wirtschaft und Verkehr
Bis heute wird in Wereja und Umgebung vor allem Landwirtschaft betrieben. Die Industrie ist in der Stadt mit einer Textilfabrik sowie Verarbeitungsbetrieben für landwirtschaftliche Rohstoffe eher wenig vertreten.
Wichtige Verkehrsverbindungen bestehen über das nördlich gelegene Moschaisk, wo Anschluss an die Fernstraße M1 und an die Eisenbahnstrecke Moskau–Smolensk besteht. Etwa 15 km östlich von Wereja verläuft die Ringstraße A108.

## Persönlichkeiten
- Michael Friedrich Adams (1780–1838), Botaniker, starb in Wereja
- Alexei Ewert (1857–1926), Armeegeneral, starb in Wereja
- Konstantin Rudakow (* 1954 in Wereja), Mathematiker
- Alexander Tschekalin (* 1947 in Wereja), stellvertretender Innenminister Russlands 2004–2008